# Богиня-мати
Богиня-мати — головне жіноче божество в більшості міфологій світу.

## Міфологічний сюжет
Часто Богиня — мати співвідноситься із землею, вона є цілковитим втіленням жіночого творчого начала. Як і богині пізніших релігій, чий образ сходить до доісторичного образу Богині-матері, вона в різних культурах асоціюється також з печерами (які сприймаються як лоно богині), водною стихією, рослинністю, астральними об'єктами, що вказує на універсальний характер культу цього божества. Мати дарує життя, тому найважливіший її атрибут — плодючість. Але в найдавнішій міфології Богиня-мати не тільки дарувала життя, а й відбирала. Звідси часто вона і богиня підземного царства.
У давнину культ Матері носив майже універсальний характер. Археологія дає свідоцтва поширення культу Матері в кам'яній добі. На величезному просторі від Піренеїв до Сибіру: в доарійській Індії, в доізраільській Палестині, в Фінікії, в Шумері, і сьогодні знаходять жіночі фігурки, вирізані з каменю або кістки. Такі статуетки називають палеолітичними «Венерами». У них є спільні риси: великі груди, стегна, живіт. Голова і руки не виражені або відсутні.
В епоху неоліту уявлення про жіноче начало як джерела всього сущого під впливом зміни умов життя трансформувалися, але не втратили своєї початкової концепції. В неолітичному мистецтві Богиня-мати іноді зображувалася з дитиною на руках або у вигляді жінки, що народжує (в Чатал-Хююці вона зображується народжуючою голови биків і баранів). Образ Богині-матері є «проєкцією» зрілої стадії життя жінки, на відміну від двох інших — образів юної Діви і старої Прародительки. Цей культ дожив до історичних часів у збірному образі Великої Матері Близького Сходу і греко-римського світу. Релігійна спадкоємність його виразно простежується в образах таких відомих богинь, як Ісіда, Нут і Маат в Єгипті; Іштар, Астарта і Ліліт і регіоні Родючого Півмісяця; Деметра, Кора і Гера в Греції; Атаргатіс, Церера і Кібела в Римі.
Богиня-Мати не має рівновеликого собі чоловіка, вона може породжувати його, брати в чоловіки і потім губити (давньогрецькі Гея і Уран). Інший варіант — вона проковтує своє дитя і вагітніє від цього (єгипетська Нут).
У більш пізній період, коли в релігії провідне місце зайняли боги, а не богині, культ Богині-Матері часто набуває оргіастичний характер.
Прихильники міфологічної школи вважають, що традиція вшанування Богині-матері знайшла відображення в образах Цариці Небесної, каббалістичної Шехіни та християнської Богородиці-Мадонни.

## Богиня-мати в різних міфологіях

### Вірменська міфологія
- Анаїт — богиня-матір, богиня родючості й любові.

### Африканська міфологія
- Богиня Міноха

### Галлська міфологія
- Корі — богиня Місяця

### Грецька міфологія
- Афродіта
- Деметра
- Гера
- Гея
- Персефона

### Давньоарабська міфологія
- Аллат

### Єгипетська міфологія
- Ісіда
- Хатхор

### Зороастрійська міфологія
- Анаїта — богиня чистоти і непорочності

### Індуїстська міфологія
- Адіті — богиня аріїв Індії
- Деві
- Матрі — в індуїстській міфології богині-матері
- Шакті — богиня жіночого початку, Вселенська Мати
- Радха — споконвічна шакті в деяких напрямках вайшнавізма

### Кельтська міфологія
- Ану (Ана), Дана — матір ірландських богів
- Бригита

### Малоазійський міфологія
- Амма — фригійська богиня
- Ма — каппадокійська богиня
- Кибела

### Міфологія Кавказу
- Еос (міфологія). у Нахов (Нана)

### Міфологія Центральної Америки
- Сейба — богиня- матір майя
- Атлатонін (науатль Atlatonin) — одне з імен ацтекської богині-матері

### Міфологія Південної Америки
- Пачамама — Мати-Земля, богиня народів Анд

### Римська міфологія
- Венера
- Матер Матути (лат. Mater Matuta),
- Юнона

### Слов'янська міфологія
- Мати - Сира Земля — прародителька людини і всього живого.
- Мокоша, Мока — богиня шлюбу та пологів, богиня долі, пряха, що пряде нескінченну пряжу
- Лада — богиня весни, весняної оранки та сівби, покровителька шлюбу і кохання
- Рожаниці — жіночі божества родючості, покровительки роду, родини, домашнього вогнища

### Тюркська міфологія
- Умай

### Шумеро-аккадська міфологія
- Іштар
- Намму — богиня-матір, прародителька богів; брала участь у створенні з глини перших людей.
- Інанна
- Нінхурсаг
- Тіамат — богиня солоних вод, прародителька богів.

### Міфологія модерну
- Маріанна
- Батьківщина-Мати